# Shen Zhou

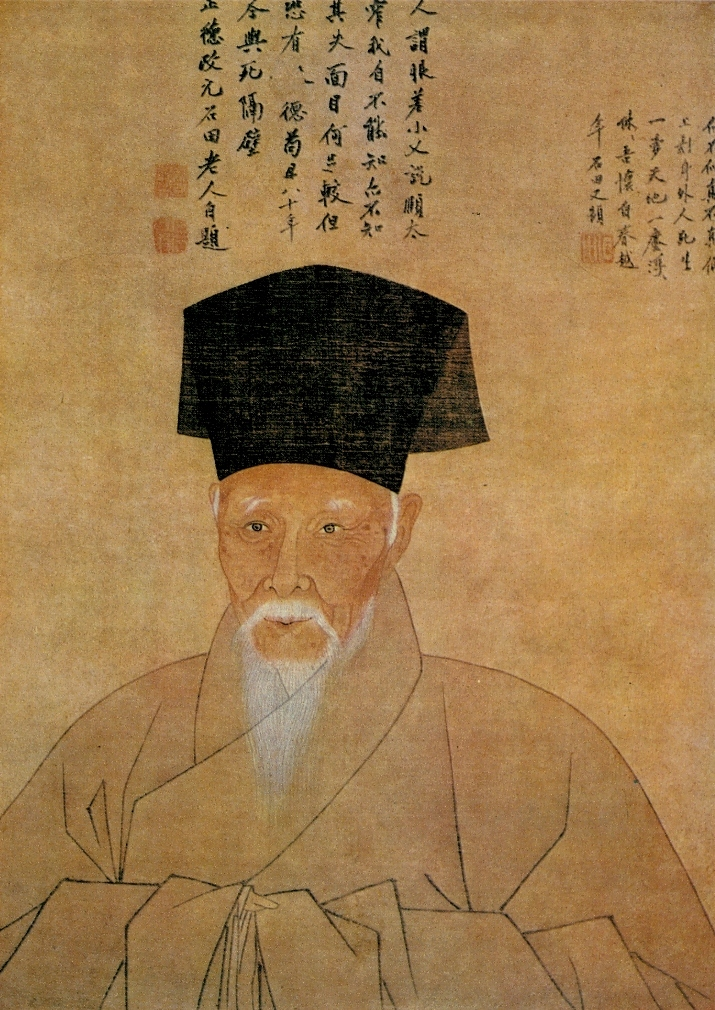
Zelfportret van Shen Zhou op tachtigjarige leeftijd

Shen Zhou (沈周;  1427–1509) was een Chinees kunstschilder, dichter en kalligraaf die actief was tijdens de Ming-periode. Zijn omgangsnaam was Qianan (启南) en zijn artistieke naam Shitian (石田). Shen Zhou was een van de Vier Meesters van de Ming-dynastie, samen met Tang Yin (1470–1524), Wen Zhengming (1470–1559) en Qiu Ying (ca. 1495-1552).

## Biografie
Na de val van de Yuan-dynastie bepaalde keizer Hongwu dat het familiehoofd van Shen voortaan de rol van belastinginner zou vervullen. Hierdoor groeide het vermogen en de positie van de familie Shen. Veel literati in de familie spendeerden hun vrije tijd aan de Chinese kunsten, waaronder de schilderkunst.

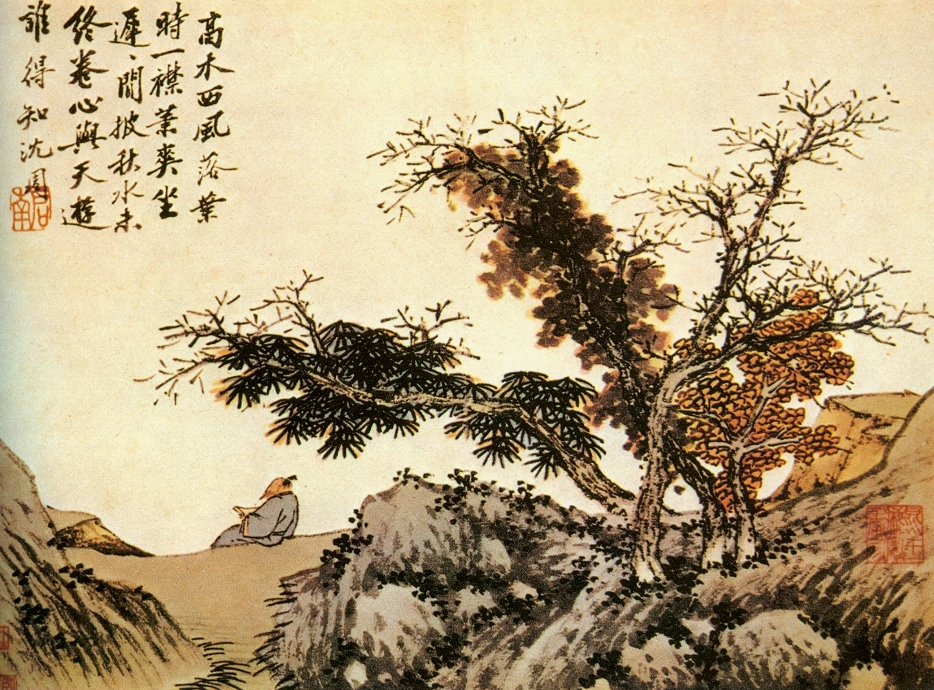
Lezen in een herfstlandschap

Shen Zhou werd in 1427 geboren in Changzhou (het huidige Suzhou) in de provincie Jiangsu. Hij werd in de schilderkunst onderwezen door Du Qiong (1396–1474). Door zijn opvoeding en zijn artistieke opleiding werd hem eerbied bijgebracht voor de tradities van China. Deze eerbied had een significante invloed op zowel zijn leven als zijn kunstwerken.
Toen zijn vader Shen Heng-chi stierf, besloot Shen Zhou af te zien van de keizerlijke examens en voor zijn moeder Chang Su-wan te zorgen. Naast de zorg voor zijn moeder wijdde Shen zijn leven aan de schilderkunst, sociale contacten en contemplatieve beschouwingen van de natuur.
Shen Zhou bezat een grote collectie schilderwerken uit de Yuan-periode en vroege Ming. Hij bestudeerde de shan shui-landschappen van oude meesters als Huang Tingjian, Dong Yuan en Juran. Samen met zijn leerling Wen Zhengming (1470-1559) legde hij de grondslag voor de Wu-school. Deze, en de door Dai Jin (1388–1462) gestichte Zhe-school in Hangzhou, waren in de Ming-periode de belangrijkste vertegenwoordigers van de Zuidelijke School; een stroming van belangeloze literati die vrijere normen hanteerde in hun schilderkunst dan de hofschilders. Shen had ook een grote invloed op Tang Yin, met wie hij bevriend was.

## Werken
Het vermogen van Shen Zhou stelde hem in staat om onafhankelijk te werken. In zijn schilderwerken combineerde hij geregeld experimentele technieken met stijlen van de oude meesters. Hij is vooral bekend om zijn shan shui-landschappen in de traditie van de Yuan-meesters en zijn bloemschilderingen. Karakteristiek is Shens penseelvoering in een archaïsche eenvoud.
Shen Zhou werkte vaak in samenwerking met andere literati. Veel van zijn werken bevatten kalligrafieën en gedichten van bevriende kunstenaars. Deze samenwerking vormde de basis voor de Wu-school, een stroming van schilders die de schilderkunst bezagen als meditatie en zelfexpressie, geen beroep.

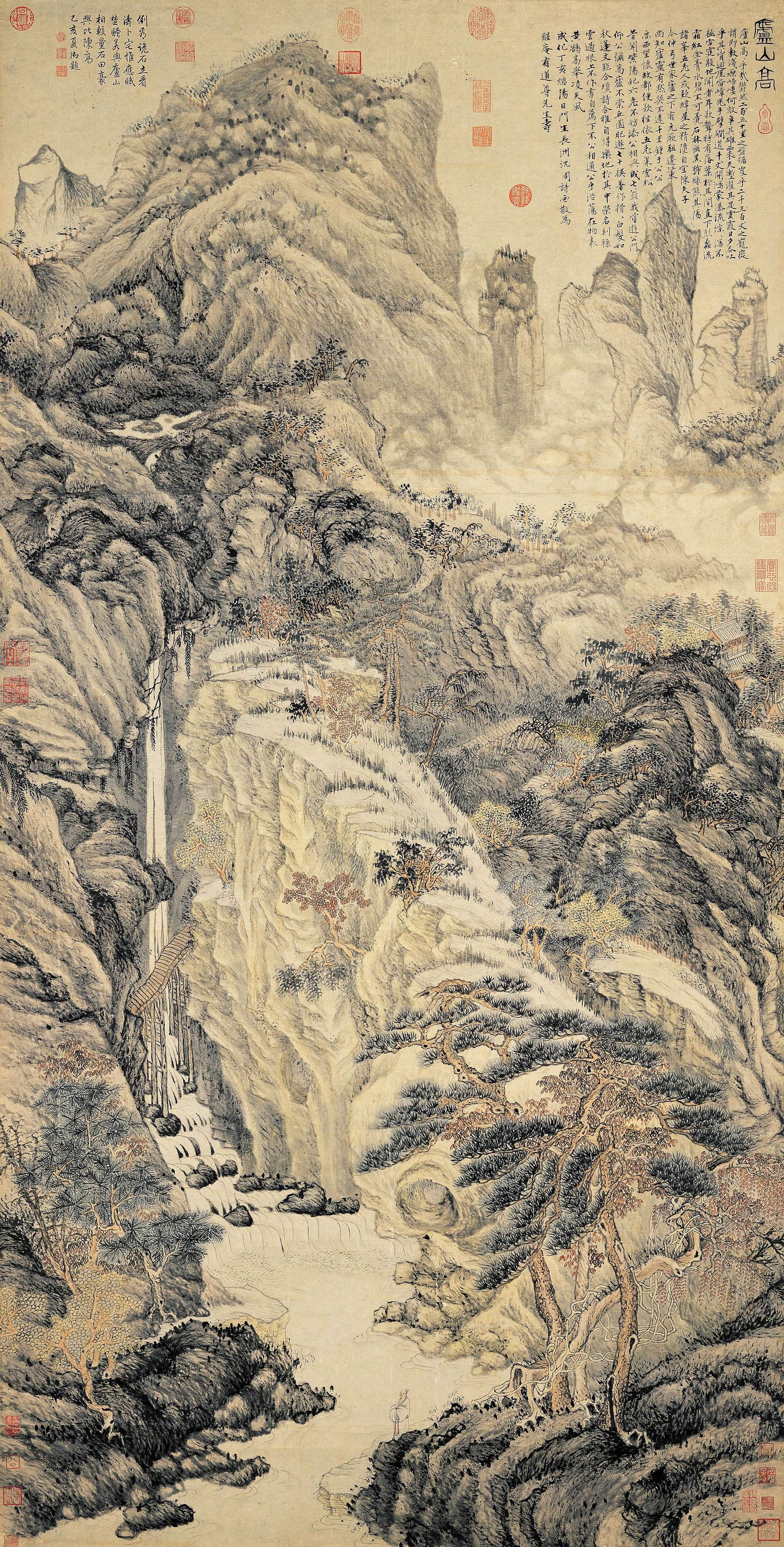
Verheven Lushan
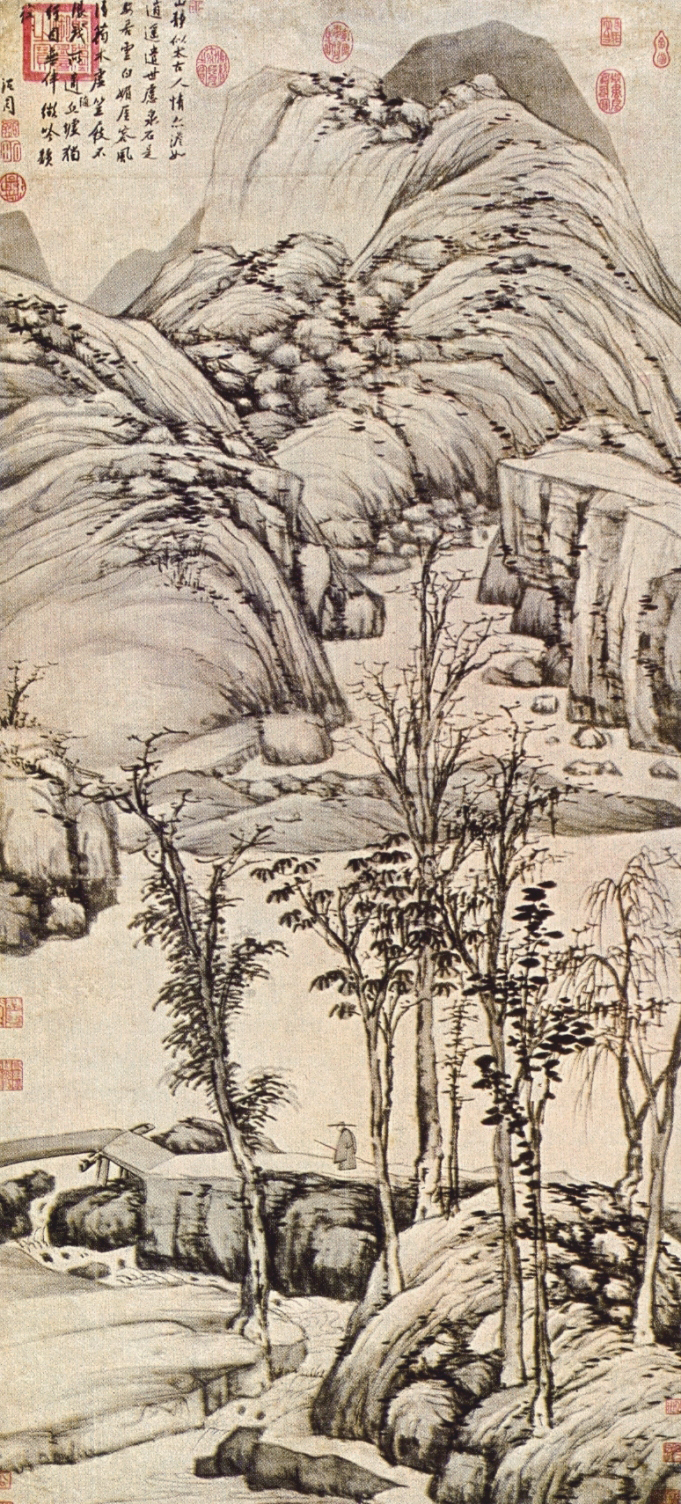
Lopen met een staf
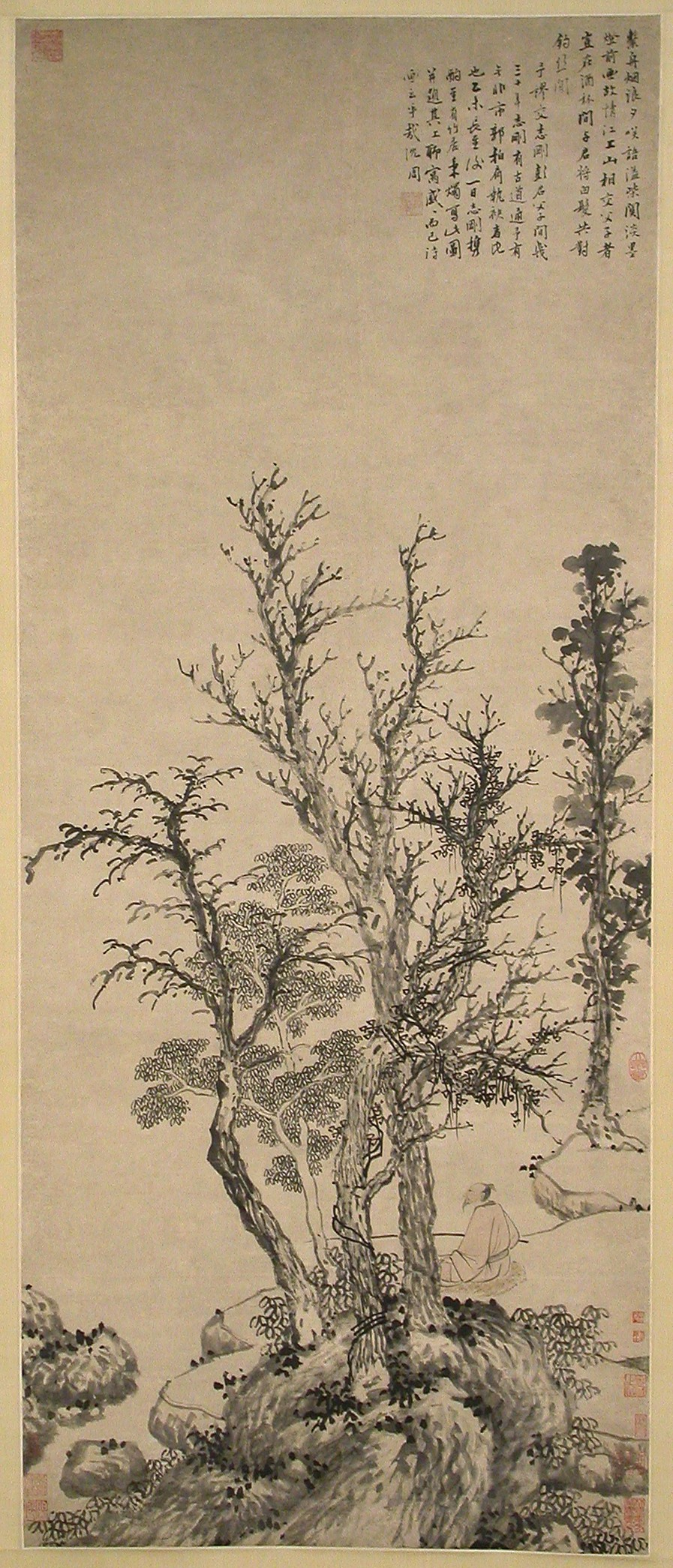
Stille visser in een herfstwoud
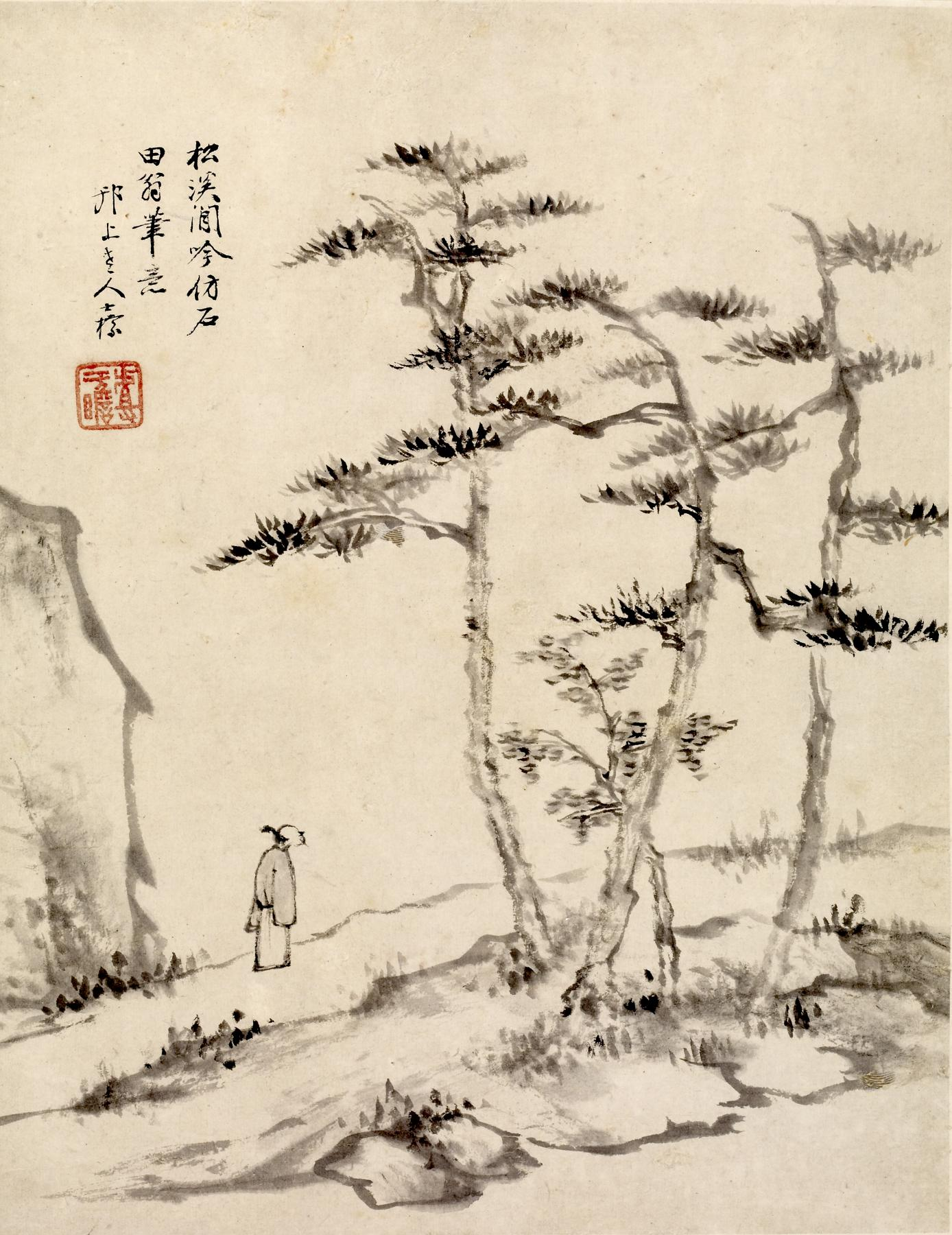
Gedichten zingen in vrije tijd tussen dennen

- Biblioteca Nacional de España: XX1256787
- Gemeinsame Normdatei: 11899459X
- International Standard Name Identifier: 0000 0000 8402 7825
- KulturNav: ebd8f01e-8acd-4756-80e7-72a99ba14a3d
- Library of Congress Control Number: n81093497
- Nationale Bibliotheek van Letland: 000218811
- Bibliotheek van het Japanse parlement: 00405468
- Nationale bibliotheek van Australië: 36730928
- Nationale Bibliotheek van Israël: 987007352260705171
- Nederlandse Thesaurus van Auteursnamen: 115545654
- SNAC: w6qc21qq
- Système universitaire de documentation: 170034534
- Trove: 1438779
- Union List of Artist Names: 500121310
- Virtual International Authority File: 96576260
- WorldCat: E39PBJfMmBhdfYx8yRFkDMXcfq